# Jean Kaltack
Jean Kaltack (19 agosto 1994) è un calciatore vanuatuano, difensore dell'Hekari United e della Nazionale vanuatuana.

## Carriera

### Nazionale
Ha esordito in Nazionale nel 2011. Detiene il record di gol segnati in una singola partita (16).

## Palmarès

### Club

#### Competizioni nazionali
- National Soccer League (Papua Nuova Guinea): 3

Hekari United: 2011-2012, 2013, 2014